# Stictoptera ferriferana
Stictoptera ferriferana är en fjärilsart som beskrevs av Embrik Strand 1917. Stictoptera ferriferana ingår i släktet Stictoptera och familjen nattflyn. Inga underarter finns listade i Catalogue of Life.